# الممارسة (طريقة التعلم)
الممارسة هي عملية التمرن على سلوك بشكل متكرر للمساعدة في تعلم مهارة ما وإتقانها في النهاية.

## الأنواع الشائعة
بعض الطرق الشائعة لتطبيق الممارسة:

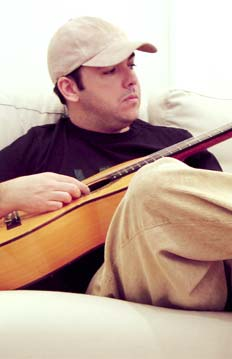
موسيقي يمارس العزف على آلته.

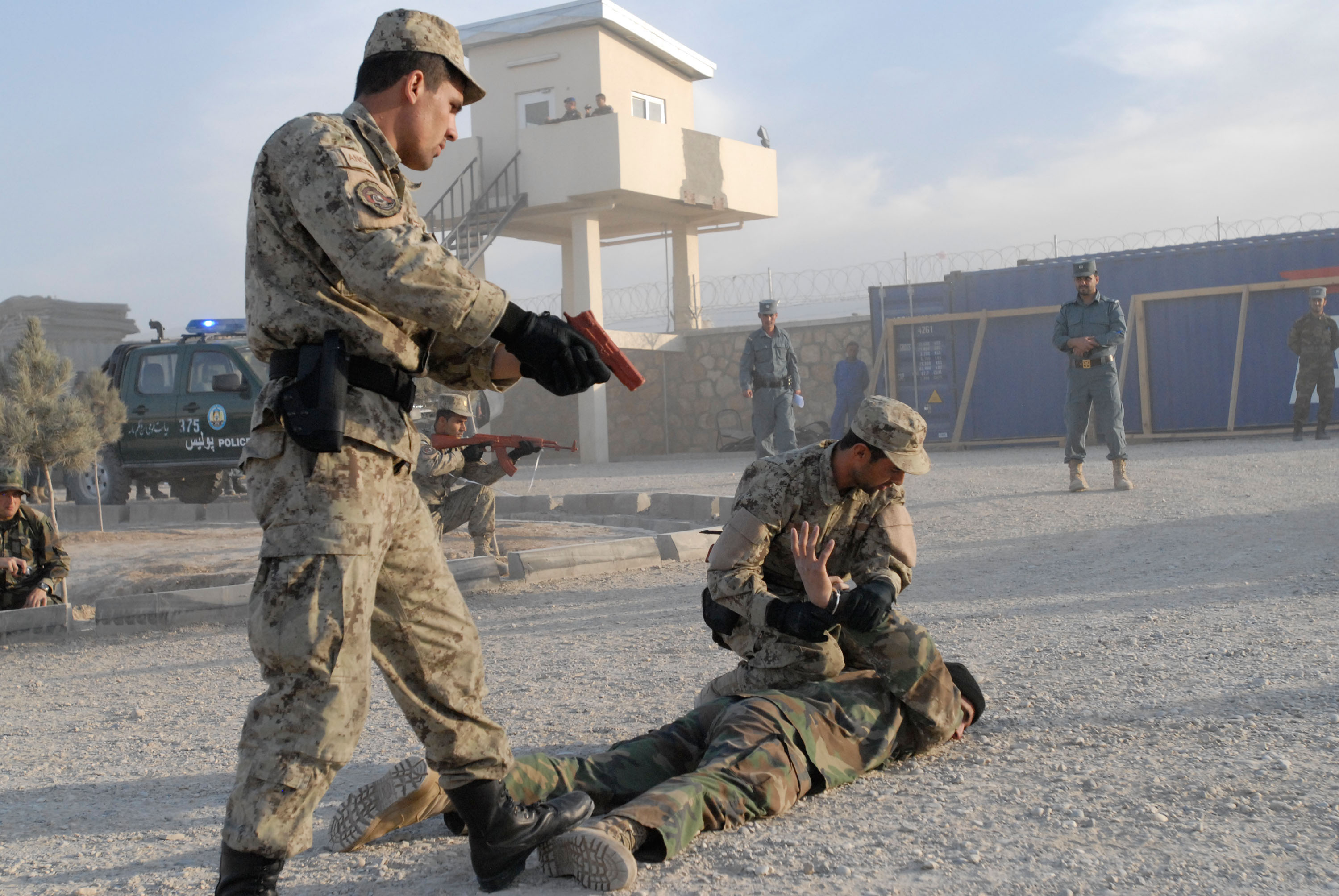
طلاب ضباط ANCOP يتدربون على اعتقال أحد المتمردين المسلحين في مركز تدريب مزار الشريف الإقليمي في 12 ديسمبر 2010.

- لتعلم كيفية العزف على آلة موسيقية (تقنية موسيقية).
- لتحسين الأداء الرياضي أو الجماعي.
- للتحضير لأداء عام ضمن الفنون المسرحية.
- لتحسين القراءة والكتابة والتواصل بين الأشخاص والكتابة والقواعد والتهجئة.
- لتعزيز أو صقل مهارة مكتسبة حديثًا.
- للحفاظ على المهارة.
- لتعلم فنون الدفاع عن النفس.
- لإتقان المهام المرتبطة بوظيفة المرء (على سبيل المثال أمين الصندوق الذي يستخدم نظام نقاط البيع).

يعتمد مدى تحسن الشخص في مهارة ما من خلال الممارسة على عدة عوامل، مثل التكرار ونوع التعليقات المتاحة للتحسين. إذا كانت التغذية الراجعة غير مناسبة (سواء من المعلم أو من المرجع الذاتي لمصدر المعلومات)، فإن الممارسة تميل إلى أن تكون غير فعالة أو حتى ضارة بالتعلم. إذا لم يتدرب المتعلم كثيرًا، قد تتلاشى المهارة، ومن المحتمل أن ينسى ما تم تعلمه. لذلك غالبًا ما تتم جدولة الممارسة، لضمان إجراء ما يكفي منها للوصول إلى أهداف التدريب. يعتمد مقدار الممارسة المطلوبة على طبيعة النشاط وعلى كل فرد. كما أن بعض الناس يتحسنون في نشاط معين أسرع من غيرهم.